# ハンガビー山
ハンガビー山（ハンガビーさん、英語: Hungabee Mountain）とは、北アメリカ大陸の北西部に存在する、カナディアン・ロッキーを構成する山の1つである。英語では「Mount Hungabee」と呼ぶこともあるものの、公式な名称は「Hungabee Mountain」である。

## 概要
山頂の標高は資料によって違いが見られるものの、約3490mである。
北緯51度19分59秒、西経116度17分13秒付近に位置しており、カナダのブリティッシュコロンビア州とアルバータ州との州境となっている。
ヨーホー国立公園とバンフ国立公園とにまたがって存在しており、ボウ川の支流（最終的に北極海の一部であるハドソン湾へと水が流れてゆく。）と、コロンビア川の支流（最終的に太平洋へと水が流れてゆく。）の両方が存在している。このことは、この山が北アメリカ大陸の大陸分水界を形成している山であることを意味している。また、山に降った雪の一部はアルバータ州のホースシュー氷河の源となっている

。
アイスフィールド高速道路から見ることができる。
1903年に、ハンス・コーフマン（Hans Kaufman）とクリスティアン・オーフマン（Christian Kaufman）のガイドによるサポートを受けた上で、ハーシェル・クリフフォード・パーカー（Herschel Clifford Purker）が登頂したことが、初登頂であったと言われている。

## 名称
ハンガビー山の英語での公式名称は「Hungabee Mountain」だが、同じく英語では「Mount Hungabee」と呼ばれることもある。非公式の「Mount Hungabee」という表記は、1902年のブリティッシュコロンビア州とアルバータ州との州境付近の地図の中で使われた名称であった。なお、この山の名称の「ハンガビー」とは、Waesgabee語で「酋長」を意味する言葉である。